# 韓国の運転免許
韓国の運転免許（かんこくのうんてんめんきょ）では韓国における運転免許について説明する。道路で自動車や原動機付自転車を運転する者は警察署長（道路交通公団が代行している）から運転免許証を交付して行うことになっている。（大韓民国道路交通法第80条）

## 取得方法
第一種普通免許と第二種普通免許を中心に説明する。（警察庁指定自動車専門学院で受講する場合。第二種普通免許はオートマチック限定免許がある。第一種普通免許は肢体障害者に限りオートマチック限定がある。）
ちなみに、韓国の免許制度では第一種が第二種より上位であり、日本とは逆の関係にある。
1. 場内技能教育を20時間以上受講（第二種普通免許オートマチック限定は15時間以上）
2. 学科教育を1時間以上、交通安全教育を3時間受講
3. 学科試験を運転免許試験場で受験（40問、PC式）100点満点。一種は70点以上、二種は60点以上で合格。重度の聴覚障害者は手話ビデオでも受験可能（ただし第二種免許、第一種普通免許に限る）。英語、中国語、日本語、タイ語、ベトナム語、インドネシア語で受験可能）（適性検査は自動車専門学院で行う）
4. 場内技能試験（100点満点で80点以上が合格。コンピューターによる電子採点、時間制限あり）合格すれば練習免許を発給（不合格の場合は5時間の補習教育後、再受験。）
5. 道路走行（15時間以上）
6. 道路走行試験（5km以上、技能検定員（みなし公務員）同乗、100点満点で70点以上が合格）（不合格の場合は5時間の補習教育後、再受験。）
7. 合格したら運転免許試験場で運転免許証を発給

なお、第一種普通免許を取得しようとするもので下記に記載された者はカッコ内の試験が免除される。
1. 第二種普通免許で7年以上の無事故者（学科試験、場内技能、道路走行） - 視力検査のみで更新可能。
2. 第二種普通免許から第一種普通免許の取得（学科試験、道路走行）

### 2010年からの改正案
（警察庁指定自動車専門学院で第一種普通免許または第二種普通免許を取得しようとする場合）
- 学科試験を現行の50問から40問に。
- 交通安全教育を3時間から1時間に。また、講義と視聴覚教育で行っている教育を視聴覚教育のみに。
- 技能教育を20時間から15時間に。（オートマチック限定は15時間を12時間に）
- 技能試験を場内技能試験と道路走行試験に区分していたのを統合する。
- 道路走行教習を15時間から10時間に。
- 練習免許交付を場内技能試験合格後から学科試験合格後に。
- 場内技能試験の方向転換を前進で進入、後進で車庫へ方向転換後、前進で脱出から、前進で車庫に進入、後進で方向転換後、前進で脱出[1]。

## 2011年6月10日からの改正
- 最低運転教習時間を運転専門学院の場合25時間から8時間に。（6月10日の入学から）
- 場内技能試験項目を11項目（700m程度走行）から2項目（機器操作と50m程度走行）に。
- 道路走行試験でシートベルト未着用時、5点減点から即時失格へ[2]。

## 運転免許の区分
運転免許は第一種運転免許（事業用運転免許に該当）、第二種運転免許に大きく区分される（2016年7月28日改正）。
| 種別                     | 区分                     | 運転可能車両 | 取得可能年齢                                                        |
| ------------------------ | ------------------------ | --- | ------------------------------------------------------------------- |
| 第一種（事業用運転免許） | 大型免許                 | 乗用自動車、乗合自動車（全車種）、貨物自動車（全車種）、緊急自動車（全車種）、建設機械（ダンプカー、トラックミキサ、公道を走行する3トン未満のフォークリフト、アスファルトエンジンスプレーヤ、スタビライザー、穿孔機（トラック積載式に限る）、コンクリートポンプ車、トレーラーミキサ、アスファルトコンクリート再生機、道路補修トラック）、特殊自動車（けん引車、救難車を除く）、原動機付自転車 | 満19歳以上（第1種または第2種普通免許取得後1年以上経過していること） |
| 第一種（事業用運転免許） | 普通免許                 | 乗用自動車、乗合自動車（乗車定員15人以下に限る）、営業用タクシー、緊急自動車（乗用自動車、乗合自動車でかつ乗車定員12人以下）、貨物自動車（積載重量12トン未満に限る。ただし下記に掲載する危険物で積載重量3トンを超える危険物の運送は不可）、建設機械（公道を走行する3トン未満のフォークリフトに限る）、総重量10トン未満の特殊自動車（けん引車、救難車を除く）、原動機付自転車                  | 満18歳以上                                                          |
| 第一種（事業用運転免許） | 小型免許                 | 三輪貨物自動車、三輪乗用自動車、原動機付自転車 | 満18歳以上                                                          |
| 第一種（事業用運転免許） | 特殊免許（大型けん引車） | けん引型特殊自動車、第二種普通免許で運転できる自動車 | 満19歳以上（第1種または第2種普通免許取得後1年以上経過していること） |
| 第一種（事業用運転免許） | 特殊免許（小型けん引車） | 総重量3.5トン以下のけん引型特殊自動車、第二種普通免許で運転できる自動車 | 満19歳以上（第1種または第2種普通免許取得後1年以上経過していること） |
| 第一種（事業用運転免許） | 特殊免許（救難車）       | レッカー車、第二種普通免許で運転できる自動車 | 満19歳以上（第1種または第2種普通免許取得後1年以上経過していること） |
| 第二種                   | 普通免許（AT限定あり）   | 乗用自動車（営業用タクシーの運転も含む）、乗合自動車（営業用タクシーの運転も含む。乗車定員10人以下に限る）、貨物自動車（積載重量4トン以下に限る。後述の危険物の運送は不可）、総重量3.5トン以下の特殊自動車（救難車、けん引車を除く）、原動機付自転車 | 満18歳以上                                                          |
| 第二種                   | 小型免許                 | 排気量126cc以上の二輪自動車（側車つきを含む）、原動機付自転車 | 満18歳以上                                                          |
| 第二種                   | 原動機付自転車免許       | 原動機付自転車 | 満16歳以上                                                          |
| 練習免許                 | 第一種普通練習免許       | 第一種普通免許で運転可能な車種から事業用自動車、緊急自動車、原動機付自転車、特殊自動車、建設機械を除外したもの。 | 満18歳以上                                                          |
| 練習免許                 | 第二種普通練習免許       | 第二種普通免許で運転可能な車種から原動機付自転車、特殊自動車を除外したもの。 | 満18歳以上                                                          |

危険物について
次の危険物を運搬する積載重量3トン以下または積載容量3,000リットル以下の貨物自動車は第一種普通免許、積載重量3トン超過または積載容量3,000リットル超過の貨物自動車は第一種大型免許がなければ運転できない。
1. 大韓民国銃砲・刀剣・火薬類等団束法による火薬類
2. 大韓民国消防法による危険物
3. 大韓民国高圧ガス安全管理法による高圧ガス
4. 大韓民国液化石油ガス安全及び事業管理法による液化石油ガス
5. 大韓民国原子力法及び放射線安全管理などの技術基準に関する規則による放射性物質
6. 大韓民国産業安全保健法及び、同施行令よる許可対象有害物質
7. 大韓民国農薬管理法及び同施行令による有毒性原剤

### 限定免許

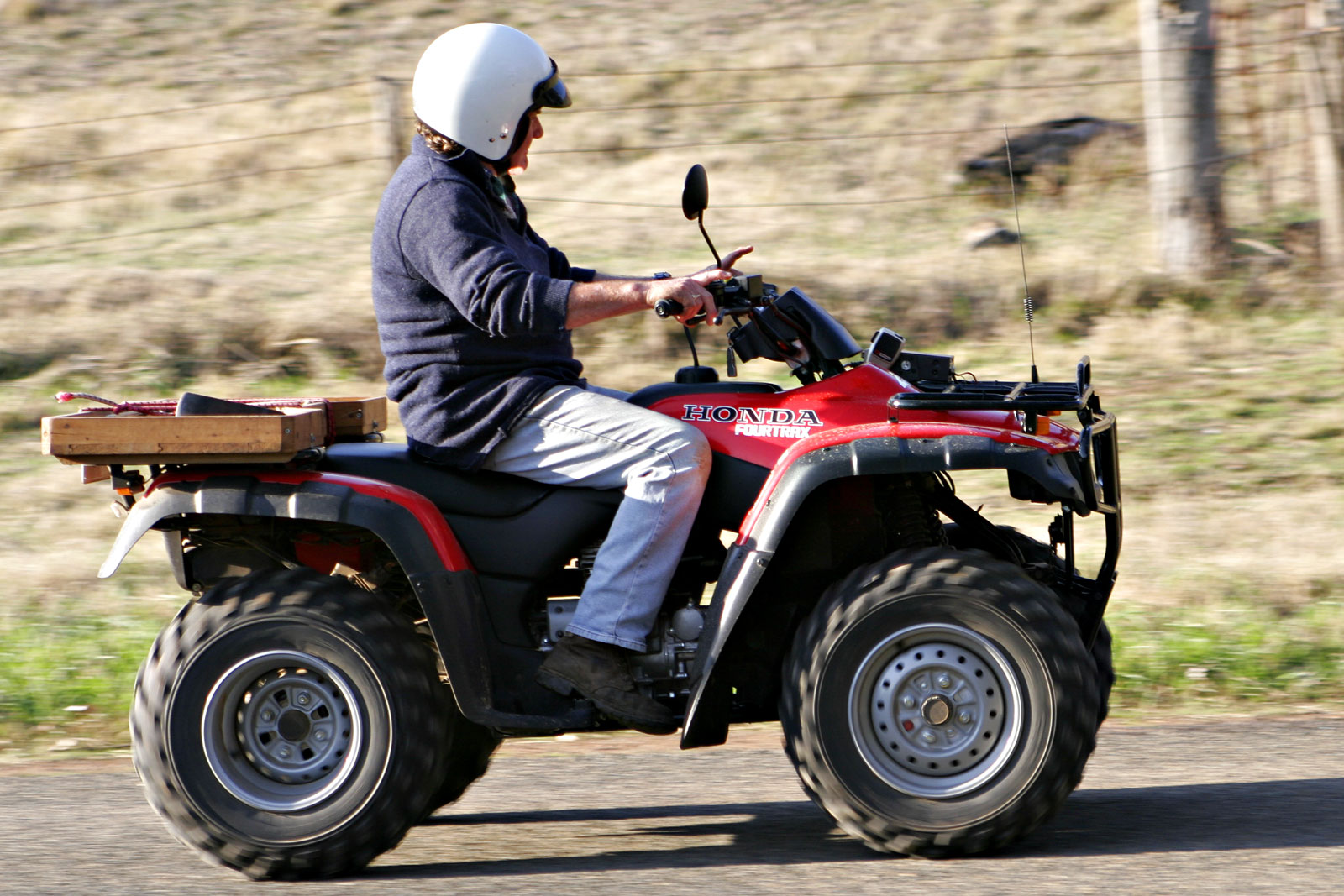
多輪型原動機付自転車（ATV）

運転能力や身体状態によって条件が付与される。運転免許証に下記のアルファベットで記載される。1995年7月1日から免許証に記載。2001年7月24日から下記のアルファベットで表記。（2010年8月24日改正）
- A - AT車に限る（第二種普通免許のみ。肢体障害者は第二種普通免許のほかに第一種普通免許、第一種大型免許も対象）
- B - 義手
- C - 義足
- D - 補聴器
- E - 聴覚障害者標識と補助ミラー装着
- F - 手動ブレーキ、手動アクセル装着
- G - 特殊製作・承認車
- H - 右側方向指示器（2008年6月22日追加）
- I - 左側アクセルペダル（2008年6月22日追加）
- J - 三輪以上の原動機付自転車（排気量125cc以下に限る）（多輪型原動機付自転車）（2010年8月24日追加。技能試験は2011年1月下旬から）

### 運転免許の区分の歴史
- 1915年8月1日 - 自動車取締規則が施行される（朝鮮総督府総監部令）。第6条と第7条、第8条に運転免許の項目があり、車種の区分はなかった。技能試験が行われた。（経歴により免除されることもあった。）[9]
- 1921年7月15日 - 自動車取締規則が改正される（朝鮮総督府令）。第16条と第17条に運転免許の項目があり、車種の区分はなかった。学科試験（交通法規と構造）と技能試験が行われた。（取得可能年齢：18歳以上）[10]
- 1935年4月1日 - 自動車取締規則を廃止して朝鮮自動車取締規則（朝鮮総督府令）が施行される。第50条から第70条に運転免許の項目があり普通免許、小型免許、特殊免許[11]の3種類に分かれる。（取得可能年齢は普通免許と特殊免許が18歳以上、小型免許が16歳以上。普通免許と特殊免許は技能試験あり）就業免許が導入される。（取得可能年齢 : 18歳以上）（第98条から112条）
- 1940年4月10日 - 就業免許を廃止する。

| 区分     | 運転可能車両           | 取得可能年齢 |
| -------- | ---------------------- | ------------ |
| 普通免許 | 普通自動車、小型自動車 | 満18歳以上   |
| 特殊免許 | 特殊自動車、小型自動車 | 満18歳以上   |
| 小型免許 | 小型自動車             | 満16歳以上   |

- 1957年 - バス運転のための就業免許制度を復活。[13]
- 1962年1月20日 - 道路交通法が施行される。（第55条2項で運転免許の区分がある）朝鮮自動車取締規則は廃止される。このとき就業免許所持者は普通第一種免許、普通免許所持者は普通第二種免許、小型免許所持者または特殊第6種免許所持者は小型免許、特殊第1種〜第5種および第7種免許所持者は特殊免許（指定された自動車が運転できる）に区分が変更された[14]。

| 区分               | 運転可能車両 | 取得可能年齢                                             |
| ------------------ | --- | -------------------------------------------------------- |
| 普通第一種免許     | 普通乗用自動車、普通乗合自動車、普通貨物自動車、小型四輪乗用自動車、小型四輪乗合自動車、小型四輪貨物自動車、緊急自動車 | 満25歳以上（普通第2種免許取得後3年以上経過していること） |
| 普通第二種免許     | 普通第一種免許から普通乗合自動車の路線バスと貸切バスを除外した全車種                                                   | 満18歳以上                                               |
| 小型免許           | 小型三輪貨物自動車、小型三輪乗用自動車、小型二輪自動車（側車付を含む）                                                 | 満18歳以上                                               |
| 特殊免許           | 当該免許に指定された特殊自動車                                                                                         | 満18歳以上                                               |
| 原動機付自転車免許 | 原動機付自転車（排気量50cc以下）                                                                                       | 満16歳以上                                               |

- 1965年3月10日 - 普通第二種免許から運転可能な車両から乗車定員16人以上の普通乗合自動車、緊急自動車、火薬類または危険物の当該自動車における積載重量の60%以上の普通貨物車を除外する。ただし、施行以前に当該免許を取得した者は取得から3年間は従前の規定どおり運転可能。
- 1968年10月25日 - 普通第一種免許、普通第二種免許で小型三輪貨物自動車、小型三輪乗用自動車が運転できるようになる。
- 1970年10月1日 - 道路交通法が改正され、免許区分の変更が行われる。第一種を事業用運転免許とする。この時普通第一種免許を取得していた者は第一種大型免許、普通第二種免許を取得していた者は第一種普通免許、小型免許は第一種小型免許、特殊自動車のうち三輪以上の自動車免許は第一種特殊免許、二輪の自動車免許は第二種特殊免許、原動機付自転車は第二種原動機付自転車に区分が変更される。1967年3月25日の大韓民国道路運送車両法施行規則の改正を反映してに軽自動車（四輪、三輪、二輪）を加える。（分類上は小型自動車）[18]

| 種別                     | 区分               | 運転可能車両 | 取得可能年齢                                                                            |
| ------------------------ | ------------------ | --- | --------------------------------------------------------------------------------------- |
| 第一種（事業用運転免許） | 大型免許           | 普通乗用自動車、普通乗合自動車、普通貨物自動車、小型貨物自動車、小型乗用自動車、緊急自動車、第一種小型免許で運転できる自動車                                         | 満25歳以上（原動機付自転車免許を除外した運転免許を取得してから3年以上経過していること） |
| 第一種（事業用運転免許） | 普通免許           | 第一種大型免許から乗車定員17人以上の普通乗合自動車と緊急自動車、火薬類または危険物の当該自動車における積載重量の60%以上の普通貨物車を除外したすべての自動車          | 満18歳以上                                                                              |
| 第一種（事業用運転免許） | 小型免許           | 三輪貨物自動車、三輪乗用自動車、軽三輪貨物自動車、軽三輪普通自動車、軽貨物自動車、軽乗用自動車、原動機付自転車                                                       | 満18歳以上                                                                              |
| 第一種（事業用運転免許） | 特殊免許           | 当該免許に指定された特殊自動車。 | 満18歳以上                                                                              |
| 第二種                   | 普通免許           | 普通乗用自動車（乗車定員6人以下に限る）、普通貨物自動車（積載重量4トン以下に限る）、小型貨物自動車、小型乗用自動車、第一種小型免許で運転できる自動車、原動機付自転車 | 満18歳以上                                                                              |
| 第二種                   | 小型免許           | 二輪自動車（側車つきを含む）、軽二輪自動車、原動機付自転車 | 満18歳以上                                                                              |
| 第二種                   | 特殊免許           | 当該免許に指定された特殊自動車。 | 満18歳以上                                                                              |
| 第二種                   | 原動機付自転車免許 | 原動機付自転車（排気量125cc以下） | 満16歳以上                                                                              |

- 1972年12月26日 - 第一種大型免許の受験資格を25歳以上かつ原動機付自転車免許、第二種小型免許を除外した運転免許を取得してから3年以上経過に変更
- 1973年12月29日 - 第二種普通免許で運転できる乗用自動車の上限を乗車定員9名に変更
- 1978年7月28日 - 第一種普通免許で運転できない車に高圧ガスを充填したタンクローリーを追加。
- 1979年4月17日 - バス需要の急激な増加のため、第一種大型免許の受験資格を21歳以上かつ原動機付自転車免許、第二種小型免許を除外した運転免許を取得してから1年6か月以上経過に変更。
- 1980年9月1日 - 技能試験の採点を試験官による採点から公平な採点を行うために電子採点に変更。
- 1984年7月1日 - ダンプカーとトラックミキサを運転する際、重機操縦士免許から大型免許が必要になる。ただし、その時点で重機操縦士免許を所持している者は1984年7月1日から60日以内（ただし満21歳未満の者は満21歳になった時）に第一種大型免許に切り替えなければならなかった。

| 種別                     | 区分     | 運転可能車両 | 取得可能年齢                                                                                                 |
| ------------------------ | -------- | --- | --- |
| 第一種（事業用運転免許） | 大型免許 | 普通乗用自動車、普通乗合自動車、普通貨物自動車、小型貨物自動車、小型乗用自動車、緊急自動車、重機（ダンプカー、トラックミキサ）第一種小型免許で運転できる自動車                                  | 満21歳以上（原動機付自転車免許、第二種小型免許を除外した運転免許を取得してから1年6か月以上経過していること） |
| 第一種（事業用運転免許） | 普通免許 | 第一種大型免許から乗車定員17人以上の普通乗合自動車と緊急自動車、火薬類または危険物の当該自動車における積載重量の60%以上の普通貨物車、重機（ダンプカー、トラックミキサ）を除外したすべての自動車 | 満18歳以上                                                                                                   |

- 1984年9月28日 - 重機管理法施行規則第38条により第一種大型免許で運転できる重機を明確にする。（コンクリートポンプ車、スタビライザー、アスファルトスプレーヤを追加）
- 1985年2月6日 - 1984年7月23日の重機管理法施行令（重機の範囲）、道路運送車両規則（自動車の種別）でロードローラー、モータグレーダー、タイヤドーザ、スクレイパー、トラックショベル、フォークリフト、クレーン車、タイヤローラーが特殊自動車から重機に分類されたため特殊自動車の免許区分を変更。このとき第一種特殊免許を所持していた者（トレーラー、レッカー車除く）で重機管理法施行規則変更により重機に区分された第一種特殊免許を所持している者は該当する車種の重機操縦士免許に切り替えなければならなかった。

| 種別                     | 区分                   | 運転可能車両 | 取得可能年齢                                                                                                 |
| ------------------------ | ---------------------- | --- | --- |
| 第一種（事業用運転免許） | 大型免許               | 普通乗用自動車、普通乗合自動車、普通貨物自動車、小型貨物自動車、小型乗用自動車、緊急自動車、重機（ダンプカー、トラックミキサ、コンクリートポンプ車、アスファルトスプレーヤ、スタビライザ）特殊自動車（トレーラー、レッカー車を除く）、第一種小型免許で運転できる自動車 | 満21歳以上（原動機付自転車免許、第二種小型免許を除外した運転免許を取得してから1年6か月以上経過していること） |
| 第一種（事業用運転免許） | 特殊免許（トレーラー） | トレーラー | 満18歳以上                                                                                                   |
| 第一種（事業用運転免許） | 特殊免許（レッカー）   | レッカー車 | 満18歳以上                                                                                                   |
| 第二種                   | 特殊免許（トレーラー） | トレーラー | 満18歳以上                                                                                                   |
| 第二種                   | 特殊免許（レッカー）   | レッカー車 | 満18歳以上                                                                                                   |

- 1985年 - 第一種小型免許の技能試験と学科試験が廃止される。道路交通法だけに存在する免許になる。
- 1987年1月1日 - 積載重量12トン以上の貨物自動車が第一種普通免許で運転できなくなる。
- 1987年11月23日 - 道路運送車両法が自動車管理法に改正されたのに伴って、運転できる車種の区分から普通、小型（軽を含む）の区分をなくす。

| 種別                     | 区分                   | 運転可能車両 | 取得可能年齢                                                                                                 |
| ------------------------ | ---------------------- | --- | --- |
| 第一種（事業用運転免許） | 大型免許               | 乗用自動車、乗合自動車、貨物自動車、緊急自動車、重機（ダンプカー、トラックミキサ、スタビライザ、アスファルトスプレーヤ、コンクリートポンプ車）、原動機付自転車                        | 満21歳以上（原動機付自転車免許、第二種小型免許を除外した運転免許を取得してから1年6か月以上経過していること） |
| 第一種（事業用運転免許） | 普通免許               | 第一種大型免許から乗車定員17人以上の乗合自動車と緊急自動車、重機、12トン以上の貨物自動車、火薬類または危険物の当該自動車における積載重量の60%以上の貨物自動車を除外したすべての自動車 | 満18歳以上                                                                                                   |
| 第一種（事業用運転免許） | 小型免許               | 三輪貨物自動車、三輪乗用自動車、原動機付自転車 | 満18歳以上                                                                                                   |
| 第一種（事業用運転免許） | 特殊免許（トレーラー） | トレーラー | 満18歳以上                                                                                                   |
| 第一種（事業用運転免許） | 特殊免許（レッカー）   | レッカー車 | 満18歳以上                                                                                                   |
| 第二種                   | 普通免許               | 乗用自動車（乗車定員9人以下に限る）、貨物自動車（積載重量4トン以下に限る）、原動機付自転車                                                                                            | 満18歳以上                                                                                                   |
| 第二種                   | 小型免許               | 排気量126cc以上の二輪自動車（側車つきを含む）、原動機付自転車 | 満18歳以上                                                                                                   |
| 第二種                   | 特殊免許（トレーラー） | トレーラー | 満18歳以上                                                                                                   |
| 第二種                   | 特殊免許（レッカー車） | レッカー車 | 満18歳以上                                                                                                   |
| 第二種                   | 原動機付自転車免許     | 原動機付自転車 | 満16歳以上                                                                                                   |

- 1990年4月13日 - 警察の緊急自動車の運転要員が不足しているため第一種普通免許でも乗用自動車に限り緊急自動車が運転できるようになる。
- 1990年10月29日 - 第一種普通免許で3,000リットル以下のタンクローリーが運転できるようになる。
- 1993年7月1日 - 第一種特殊免許の取得年齢を満18歳から満21歳かつ第一種普通免許または第二種普通免許取得から1年6か月以上経過に変更。（第一種大型免許と同じにする）
- 1993年12月29日 - 1994年1月1日から重機管理法が建設機械管理法に変更されるのに伴い、重機から建設機械に呼称が変更される。
- 1995年7月1日 - 区分が改正される。第二種特殊免許を廃止する。重度の聴覚障害者も第二種免許に限って取得できるようになる。普通免許と大型免許の場内技能試験が、S字、クランク、方向転換の後に周回コースを走行していたのを、統合コースに変更

| 種別                     | 区分                   | 運転可能車両 | 取得可能年齢                                                               |
| ------------------------ | ---------------------- | --- | -------------------------------------------------------------------------- |
| 第一種（事業用運転免許） | 大型免許               | 乗用自動車、乗合自動車（全車種）、貨物自動車（全車種）、緊急自動車（全車種）、建設機械（ダンプカー、トラックミキサ、アスファルトスプレーヤ、穿孔機（トラック積載式に限る））、スタビライザ、コンクリートポンプ車）、特殊自動車（トレーラー、レッカー車を除く）、原動機付自転車 | 満21歳以上（第1種または第2種普通免許取得後1年6か月以上経過していること）   |
| 第一種（事業用運転免許） | 普通免許               | 乗用自動車、乗合自動車（乗車定員16人以下に限る）、緊急自動車（乗用自動車、乗合自動車でかつ乗車定員12人以下）、貨物自動車（積載重量12トン未満に限る。ただし下記に掲載する危険物で積載重量3トンを超える危険物の運送は不可）、原動機付自転車                                      | 満18歳以上                                                                 |
| 第一種（事業用運転免許） | 小型免許               | 三輪貨物自動車、三輪乗用自動車、原動機付自転車 | 満18歳以上                                                                 |
| 第一種（事業用運転免許） | 特殊免許（トレーラー） | トレーラー、第二種普通免許で運転できる自動車 | 満21歳以上（第一種または第二種普通免許取得後1年6か月以上経過していること） |
| 第一種（事業用運転免許） | 特殊免許（レッカー）   | レッカー車、第二種普通免許で運転できる自動車 | 満21歳以上（第一種または第二種普通免許取得後1年6か月以上経過していること） |
| 第二種                   | 普通免許               | 乗用自動車、乗合自動車（乗車定員9人以下に限る）、貨物自動車（積載重量4トン以下に限る。下記に掲載する危険物の運送は不可）、原動機付自転車 | 満18歳以上                                                                 |
| 第二種                   | 小型免許               | 排気量126cc以上の二輪自動車（側車つきを含む）、原動機付自転車 | 満18歳以上                                                                 |
| 第二種                   | 原動機付自転車免許     | 原動機付自転車 | 満16歳以上                                                                 |

注）次の危険物を運搬する積載重量3トン以下または積載容量3,000リットル以下の貨物自動車は第一種普通免許、積載重量3トン超過または積載容量3,000リットル超過の貨物自動車は第一種大型免許がなければ運転できない。
1. 大韓民国銃砲・刀剣・火薬類等団束法による火薬類
2. 大韓民国消防法による危険物
3. 大韓民国高圧ガス安全管理法による高圧ガス

- 1996年9月1日 - 第二種普通免許にオートマチック限定が導入される[22]。
- 1997年1月1日 - 第一種普通免許と第二種普通免許に場内技能試験に加えて道路走行試験が課されるため練習免許（第一種普通練習免許と第二種普通練習免許に区分される。運転できる車は該当する運転免許から原動機付自転車を（第一種普通練習免許は原動機付自転車と事業用自動車、緊急自動車）除外したもの。運転時には当該運転免許を取得してから2年以上（停止期間中を除外）の者を同乗させること）[23]が制定される。（第二種普通免許所持者が第一種普通免許を取得するときは道路走行試験は課されない）
- 1999年1月29日 - 第一種大型免許と第一種特殊免許の受験資格を満20歳以上かつ原動機付自転車免許、第二種小型免許を除外した運転免許を取得してから1年6か月以上経過に変更。
- 2000年1月1日 - 第一種普通免許で運転できる乗合自動車の乗車定員を15名以下とする。総重量750kg以下の被牽引車は特殊免許（トレーラー）なしでけん引できるようになる。
- 2001年7月24日 - 第二種普通免許で運転できる自動車の乗車定員を10名以下に改める。大韓民国液化石油ガス安全及び事業管理法による液化石油ガス、大韓民国原子力法及び放射線安全管理などの技術基準に関する規則による放射性物質、大韓民国産業安全保健法及び、同施行令よる許可対象有害物質、大韓民国農薬管理法及び同施行令による有毒性原剤の輸送には積載重量3トンまたは3,000リットル以下は第一種普通免許、これを超える場合には第一種大型免許が必要になる。
- 2003年6月2日 - 3トン未満のフォークリフトを第一種大型免許または第一種普通免許で運転できるようにする。（ただし、公道での走行のみ）
- 2008年6月22日 - 実業系高校生の就業機会拡大のために第一種大型免許と第一種特殊免許の受験資格を満19歳以上かつ原動機付自転車免許、第二種小型免許を除外した運転免許を取得してから1年以上経過に変更。就業機会拡大のために第二種普通免許でも営業用タクシー[8]の運転ができるようになる。
- 2010年7月9日 - 第一種普通免許で総重量10トン未満の特殊自動車（レッカー車、トレーラーは除く）が第二種普通免許で総重量3.5トン未満の特殊自動車（レッカー車、トレーラーは除く）が運転できるようになる。
- 2010年10月24日 - 重度の聴覚障害者も第一種普通免許を取得できるようになる。
- 2011年1月1日 - 第一種大型免許で運転できる自動車にトレーラーミキサ、アスファルトコンクリート再生機、道路補修トラックが追加される。
- 2011年6月10日 - 第一種普通免許、第二種普通免許の場内技能試験を機器操作と50m程度走行に変更。縦列駐車は道路走行試験の項目で行うように変更。
- 2012年11月1日 - 第一種普通免許、第二種普通免許の道路走行試験はカーナビゲーションでコースを案内する形に変更。採点もタブレット使用に。
- 2016年7月28日 - 第一種特殊免許（トレーラー）を大型牽引車免許（被牽引車の総重量3000kg超過）と、小型牽引車免許（被牽引車の総重量750kg超過-3000kg以下）に区分。第一種特殊免許（レッカー）を救難車免許に名称変更。既存の第一種特殊免許（トレーラー）取得者は大型牽引車免許に区分が変更される。

## 外国免許からの切り替え
韓国に滞在する海外の免許保持者は、第二種普通免許に限り（ベルギー、ポーランド、イタリア、スペインは発行国の免許と同じ車種の運転免許）、切り替え発給を受けることができる。有効期間は10年。その際、海外の免許証は回収される（二重所持不可）。帰国等の際は、手続きをすれば返却される。
発給には大使館発行の証明書や免許の翻訳公証、パスポート等必要な書類を提出し、検査または試験に合格しなければならない。「韓国免許認定国」から発給された免許は適性検査（簡単な識字、運動機能の確認）のみでよいが、「韓国免許不認定国」の免許は適性検査の他に簡易学科試験（客観式20問）が課される。また、過去に韓国免許取消実績のある者は、6時間の交通安全教育を受ける必要がある。